# Großstein (Sächsische Schweiz)
Der Großstein ist ein 360 m ü. NHN hoher Berg in der rechtselbischen Sächsischen Schweiz, welcher oberhalb des Kirnitzschtals liegt. Auf Grund seiner Aussicht wird er auch „Kanzel der Hinteren Sächsischen Schweiz“ genannt. 

## Geographische Lage
Der Großstein liegt in der Gemarkung Ottendorf oberhalb des Kirnitzschtals, zwischen Lichtenhainer Mühle und Felsenmühle, im Gebiet der Hinteren Sächsischen Schweiz. Wenige hundert Meter nördlich liegt der Kühnberg (361 m ü. NHN).

## Aufstieg
Der Großstein kann von der Felsenmühle aus oder von Ottendorf auf größtenteils markierten Wegen bestiegen werden.